# Miló de Berea
Miló de Berea (en grec antic Μίλων) fou un oficial macedoni nascut a Berea.
Comandant a l'exèrcit de Perseu de Macedònia es va oposar al cònsol Publi Licini Cras l'any 171 aC, segons Titus Livi. Torna a ser mencionat l'any 168 aC, poc abans de la batalla de Pidna, quan ocupava un important comandament. Després de la batalla va fugir junt amb els generals Híppies i Pàntauc a Berea, fortalesa que ràpidament van rendir a Emili Paul·le, segons Titus Livi i Plutarc.